# Tratados da União Europeia

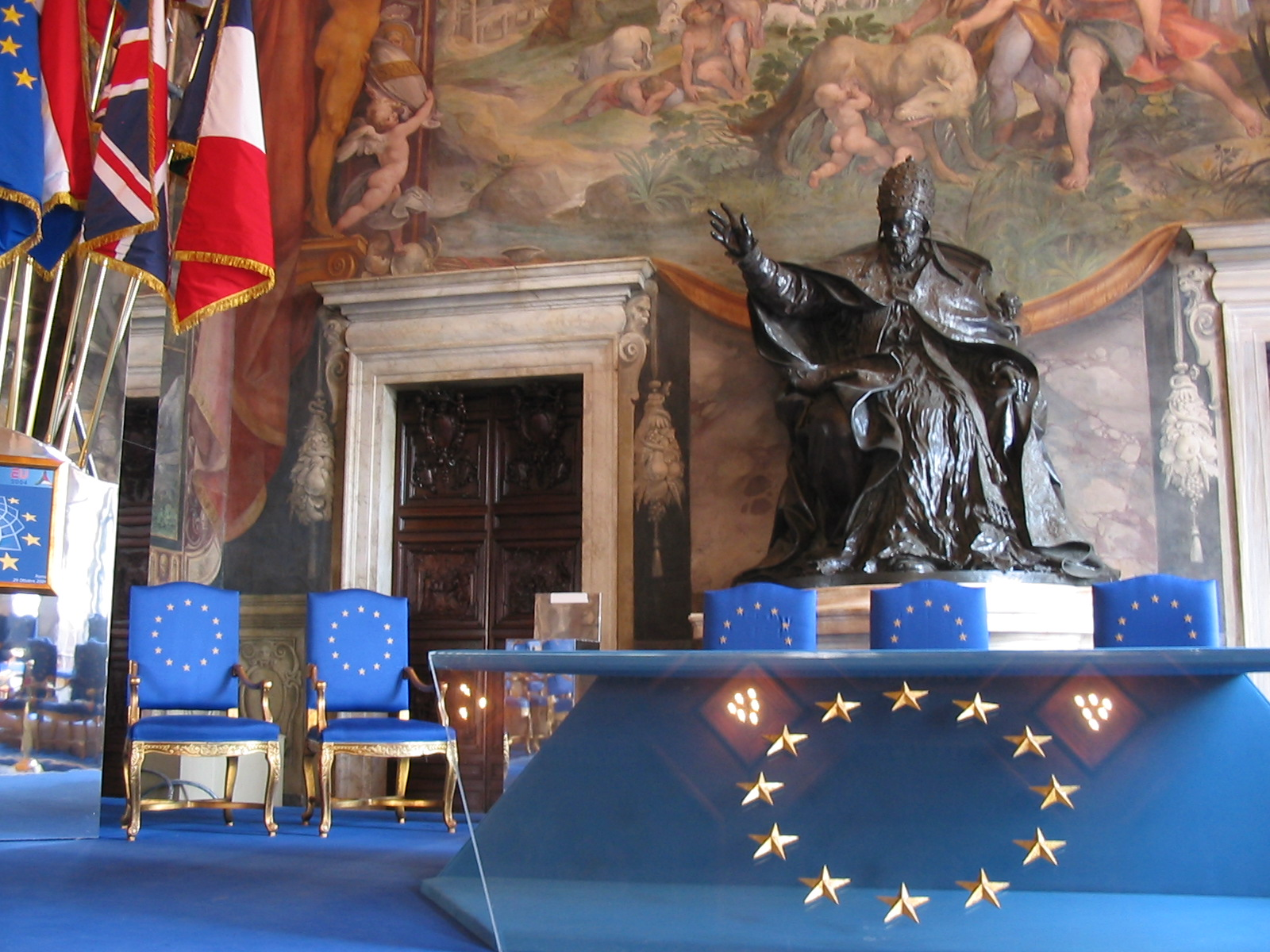
Musei Capitolini, onde foi assinado o Tratado de Roma, de 1957

O Tratado de Roma (tratado constitutivo da Comunidade Económica Europeia) foi modificado, sucessivamente, pelos seguintes documentos:
- Acto Único Europeu, assinado no Luxemburgo, efectivo a 1 de Julho de 1986.
- Tratado de Maastricht, efectivo a 1 de Novembro de 1992. Este tratado institui União Europeia.
- Tratado de Amesterdão, efectivo a 1 de Maio de 1997, modificando o tratado sobre a União Europeia, os tratados instituindo as Comunidades Europeias e certos actos ligados a estes.
- Tratado de Nice, efectivo a 1 de Fevereiro de 2000.
- Tratado de Roma (2004), igualmente chamado de Tratado estabelecendo uma Constituição para a Europa, assinado a 29 de Outubro de 2004 pelos chefes de Estado membros da União Europeia. A entrada em vigor deste tratado ainda não é certa, consequência da rejeição do tratado por referendo em França e na Holanda em 2005.
- Tratado de Lisboa (2007), assinado no dia 13 de Dezembro de 2007, na cidade de Lisboa.